# Тишанка (приток Иловли)
Тишанка (Тишина) — река в России, протекает по Ольховскому району Волгоградской области. Правый приток Иловли, бассейн Дона.

## География
Тишанка начинается в балке Кудряшова западнее районного центра Ольховка. Течёт на юго-запад, на правом берегу хутор Тишанка, ниже него река запружена. Затем поворачивает на юго-восток и впадает в Иловлю в 107 км от устья последней, около хутора Дмитриевка. Выше устья Тишанка запружена ещё дважды. Длина реки составляет 23 км.

## Данные водного реестра
По данным государственного водного реестра России относится к Донскому бассейновому округу, водохозяйственный участок реки — Иловля, речной подбассейн реки — Дон между впадением Хопра и Северского Донца. Речной бассейн реки — Дон (российская часть бассейна).
Код объекта в государственном водном реестре — 05010300412107000009409.